# Astypalea
Astypalea (griechisch Αστυπάλαια [astiˈpalɛa] (f. sg.)) ist eine 96,42 km² große griechische Insel der Südlichen Sporaden in der Ägäis. Die Hauptinsel bildet zusammen mit etwa 45 unbewohnten Inseln und Felseninseln eine Gemeinde (δήμος, Dimos) innerhalb der Region Südliche Ägäis.

## Lage

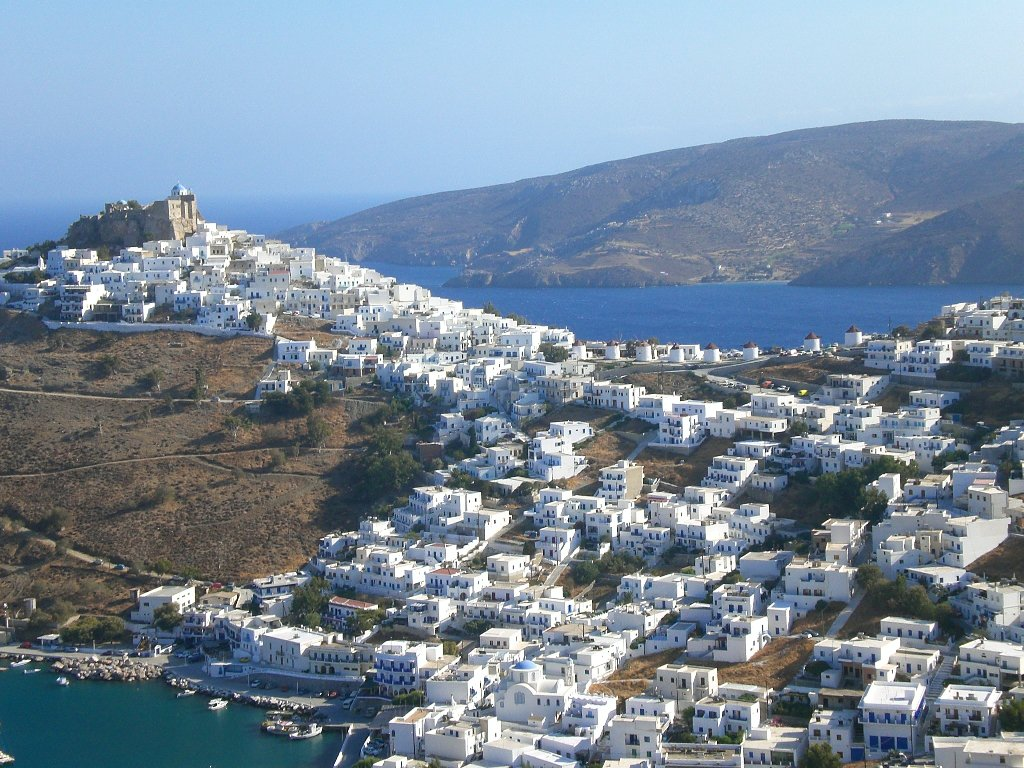
Astypalea

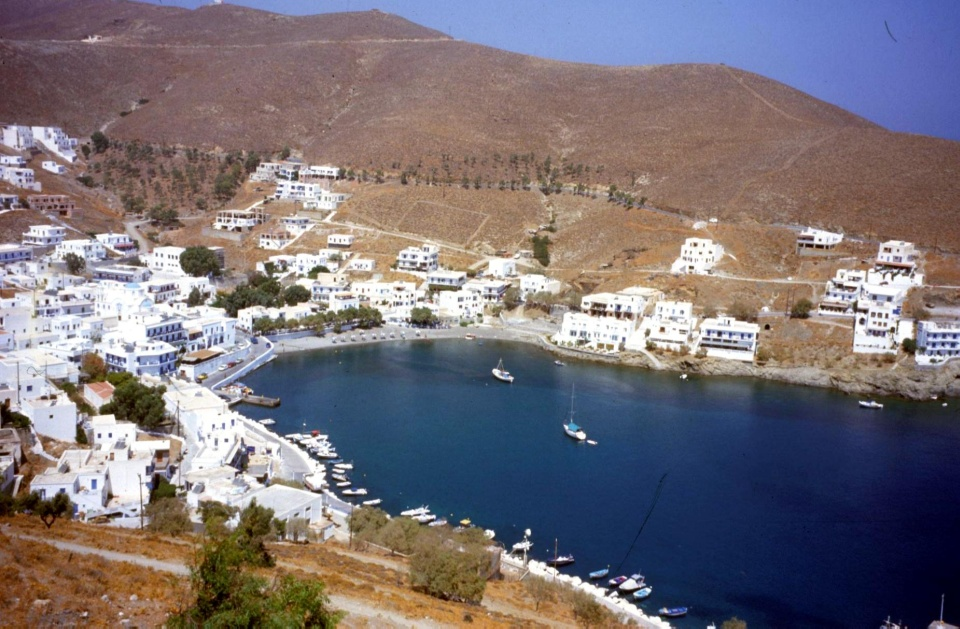
Blick über Skala, den Hafen von Chora

Als westlichste Insel des Dodekanes stellt Astypalea eine Brücke zu den Kykladen dar. Die nächstgelegene Dodekanes-Insel Kos liegt etwa 44 km nordöstlich. Zu den Kykladeninseln Amorgos im Nordwesten beträgt die Entfernung 41 km und Anafi im Südwesten 45 km.
Astypalaea gliedert sich in zwei Teile. Die östliche Mesa Nisi (Μέσα Νησί‚ Innere Insel) und die westliche Exo Nisi (Έξω Νησί‚ Äußere Insel) sind durch eine fast 5 km lange Landbrücke verbunden, die an der schmalsten Stelle etwas über 100 m misst. Begrenzt durch die beiden Inselteile und die Landbrücke bilden sich zwei große Buchten, die Nördliche Bucht und die Südliche Bucht von Astypalea (Βόρειος Κόλπος Αστυπάλαιας, Νότιος Κόλπος Αστυπάλαιας). Die Küstenlinie der Insel ist durch zahlreiche weitere größere und kleinere Buchten gegliedert und wird von etlichen kleinen Felseninseln umsäumt. Die Entfernung vom Kap Armeno (Ακρωτήριο Άρμενο) im Westen bis zum Kap Poularis (Ακρωτήριο Πούλαρης) im Osten beträgt etwas über 19 km.
Der größere Inselteil Exo Nisi hat vom Kap Liani Pounda (Ακρωτήριο Λιανή Πούντα) im Nordwesten bis zum Kap Echili (Ακρωτήριο Εχειλή) im Südosten eine Ausdehnung von 13,7 km und in West-Ost-Richtung vom Kap Armeno bis zur Landbrücke etwa 8 km. Die Inselmitte entwässern mehrere Bäche, je nach den Niederschlägen zum Teil auch ganzjährig. Der Kakos Potamos (Κάκος Ποταμός) entspringt im Gebiet von Messaria, fließt nach Norden und mündet in der Bucht Pachia Ammos (Όρμος Παχεία Άμμος). Der Bach von Livadia (Ρέμα των Λιβαδιών) wird in einem Stausee gespeichert. Das Mündungsgebiet liegt im Osten in der Bucht Livadi (Όρμος Λιβάδι). Im Südwesten von Astypalea, westlich der Quellgebiete, befinden sich die höchsten Erhebungen der Insel. Mehrere Berge erreichen Höhen über 400 Meter, die Vardia (Βάρδια ‚Wache‘) ist mit 482 Metern der höchste der Insel.
Mesa Nisi ist der kleinere Inselteil. Vom Kap Flouda im Norden bis zum Kap Poularis im Südosten beträgt die Entfernung 11,2 km und von dort nach Westen zur Landbrücke 6,3 km. Insgesamt ist Mesa Nisi weniger bergig. Im Norden erreicht der Agios Thomas (Άγιος Θωμάς) 210 m, der Kastellanos (Καστελλάνος) im Südosten erreicht 366 Meter.

## Gemeindegliederung
Die Gemeinde zählt 1334 Einwohner, die sich auf vier Orte verteilen
- Astypalea oder Chora (Αστυπάλαια (f. sg.) ή Χώρα (f. sg.)), 1055
- Analipsi oder Maltezana (Ανάληψις (f. sg.) ή Μαλτεζάνα (f. sg.)), 159
- Vathy (Βαθύ (n. sg.)), 10
- Livadia (Λιβάδια (n. pl.)), 110

Die zahlreichen Klein- und Felseninseln der Gemeinde sind unbewohnt.

## Gemeindelogo
Sowohl Gemeindelogo als auch der Slogan Ein Schmetterling in der Mitte der Ägäis … (Μια πεταλούδα στη μέση του Αιγαίου …) beziehen sich auf den Umriss der Insel, der dem eines Schmetterlings ähnelt.

## Geschichte
Der Name der Insel wird von der mythischen Gestalt Astypalaia abgeleitet, kann aber auch einfach mit „alte Stadt“ (von altgriechisch ἄστυ ‚Stadt‘ und παλαιός ‚alt‘) übersetzt werden. Im Ostteil der Insel, besonders an der Bucht Vathy, sind frühkykladische Siedlungen nachgewiesen, im Westteil wurden mykenische Kammergräber gefunden.
Am südwestlichen Rand des Hauptortes Chora wurde an der Ausgrabungsstätte Kylindra der größte antike Kinderfriedhof mit den Gebeinen von 2400 Säuglingen und Kleinkindern freigelegt. Zudem gibt es den antiken Friedhof Katselos für Erwachsene und ältere Kinder am benachbarten Hügel.
Im 5. Jahrhundert v. Chr. gehörte Astypalea zum Attischen Seebund. Die antike Polis lag an der Stelle der heutigen Chora. Im Altertum war die Insel bekannt für ihren Fischreichtum. Im 3. Jahrhundert v. Chr. stand sie unter der Herrschaft der Ptolemäer. 105 v. Chr. unterzeichneten die Einwohner des Hauptortes der Insel mit Rom einen Vertrag, der ihnen einen besonderen Status gewährte. Auch in der römischen Kaiserzeit behielt es seine Autonomie.
Von 1207 (Aufteilung des Byzantinischen Reiches nach dem Vierten Kreuzzug) gehörte die Insel – mit einer Unterbrechung Ende des 13. Jahrhunderts – 330 Jahre lang der venezianischen Adelsfamilie der Querini. Nach mehrfacher Plünderung durch Piraten, die die Insel entvölkerten und veröden ließen, wurde die Stadt Anfang des 15. Jahrhunderts von Siedlern aus Tinos neu gegründet.

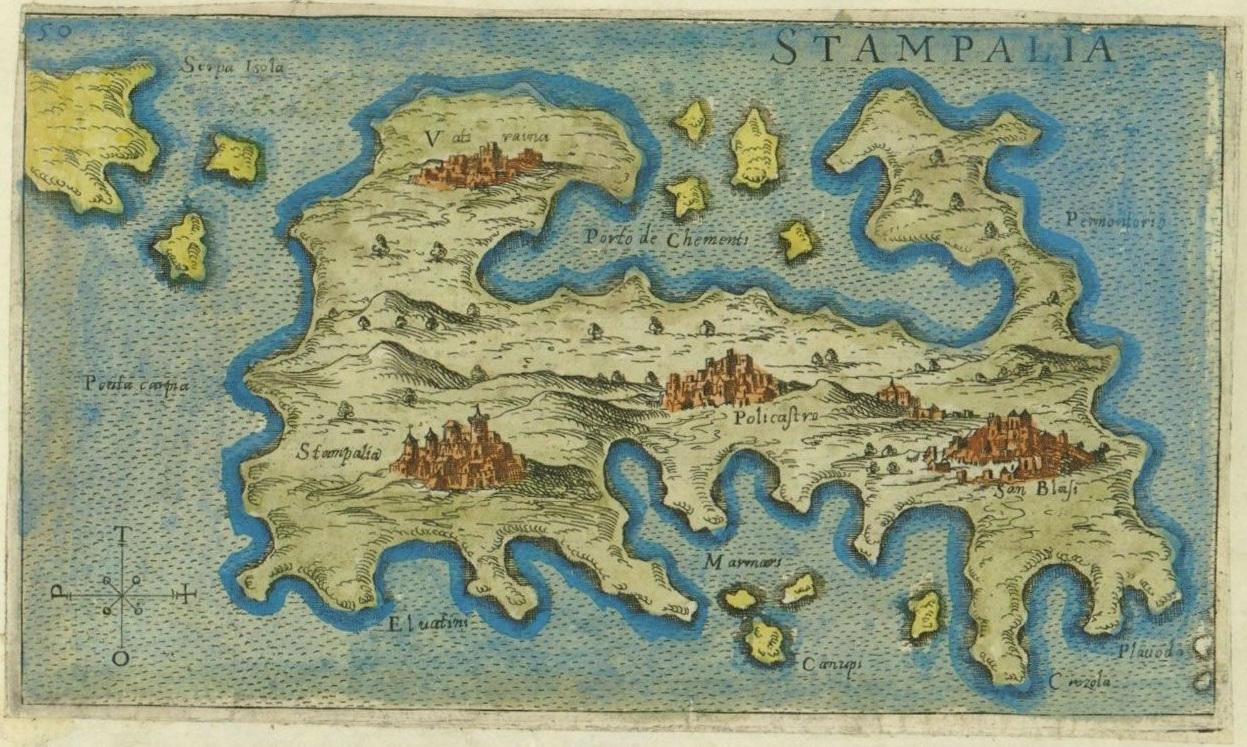
Karte Astypalaias (Giacomo Franco, 1597)

Chaireddin Barbarossa eroberte 1537 Astypalea für das Osmanische Reich. 1658 war Astypalea während des Krieges um Kreta venezianische Flottenbasis. Der italienische Name der Insel lautete „Stropalia“ oder „Astropalia“.
1821 beteiligten sich die Seefahrer von Astypalea am griechischen Befreiungskrieg, jedoch wurde die Insel unter Selbstverwaltung 1832 wieder dem Osmanischen Reich angeschlossen. 1912 kam sie unter italienische Herrschaft und erst 1947 zusammen mit dem Dodekanes zu Griechenland.

## Sehenswürdigkeiten

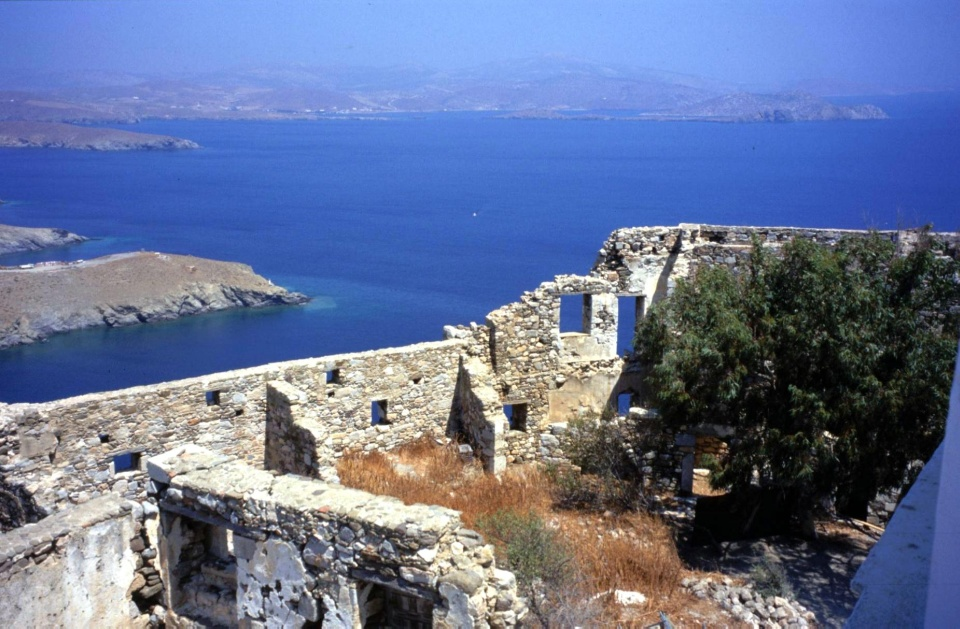
Blick vom Kastell

Oberhalb von Chora liegt ein venezianisches Kastell. Es wurde im 13. Jahrhundert von den Querini erbaut und nach Zerstörung durch Piratenüberfälle bei der Neugründung Anfang des 15. Jahrhunderts wiederaufgebaut.
Außerhalb der Burgmauer liegt die Kirche „Maria Himmelspförtnerin“ (Ευαγγελίστρια η Πορταήτισσα Evangelístria i Portaítissa) aus dem 18. Jahrhundert. Sie gilt als eine der schönsten Kirchen des Dodekanes.
Beim Dorf Maltezana gibt es Überreste eines römischen Bades mit gut erhaltenen Mosaiken. Aus byzantinischer Zeit stammen zahllose Votivkapellen.
Der Tourismus ist auf dieser abgelegenen Insel, die nur schmale Kiesstrände aufzuweisen hat, bisher unterentwickelt. Haupteinkünfte der Inselbewohner sind die Käsewirtschaft (Ziegen- und Schafskäse), der Anbau von Zitrusfrüchten und der Fischfang (u. a. Hummer).

## Verkehr

### Flughafen Astypalea
Der Flughafen Astypalea, auch bekannt als „Astypalaia Island National Airport“ oder „Panaghia Airport“ ( IATA: JTY, ICAO: LGPL), liegt in der Mitte zwischen beiden Inselhälften bei der Ortschaft Analipsis ca. 12 km von Chora entfernt. Die asphaltierte Start- und Landebahn mit einer Ausrichtung von 15/33 ist 989 m lang und 30 m breit. Der Flughafen liegt auf einer Höhe von 50 m (165 ft) über dem Meeresspiegel.
Er wird bedient von Sky Express mit Flügen nach Athen, Kalymnos, Kos, Leros und Rhodos.

### Häfen
Auf Astypalea gibt es zwei Fährhäfen:
- Von Ágios Andréas an der Nordküste verkehren Fähren nach Piräus, zu einigen Kykladen sowie über Kos nach Rhodos.
  - Piräus [– Naxos-Chora (Naxos) – Paros-Chora/Parikia (Paros)] – Agios Andreas – Pothia/Kalymnos-Chora (Kalymnos) – Kos-Stadt (Kos) – Mandraki (Nisyros) – Livadia (Tilos) [– Symi-Chora (Symi)] – Rhodos-Stadt (Rhodos) [– Megisti-Chora/Kastellorizo-Chora (Megisti/Kastellorizo)]
  - Agios Andreas – Egiali (Amorgos) – Donoussa-Chora (Donousa) – Naxos-Chora (Naxos) – Paros-Chora/Parikia (Paros) [– Ermoupoli (Syros)] – Piräus
- Auch von Astypálea-Chora an der Südküste aus erreicht man Rhodos über Kos. Außerdem wird eine Verbindung nach Samos über Patmos angeboten.
  - Astypalea-Chora – Kos-Stadt (Kos) – Mandraki (Nisyros) – Livadia (Tilos) – Chalki-Chora (Chalki) – Symi-Chora (Symi) – Rhodos-Stadt (Rhodos)
  - Astypalea-Chora – Kos-Stadt (Kos) – Pothia/Kalymnos-Chora (Kalymnos) – Agia Marina (Leros) – Lipsi-Chora (Lipsi) – Skala (Patmos) – Arki-Chora (Arki) – Agathonissi-Chora (Agathonissi) – Pythagorio (Samos)

### Mobilitätskonzept
Im November 2020 verkündete die griechische Regierung ein Gemeinschaftsunternehmen mit dem Volkswagen-Konzern, mit dem das gesamte Verkehrssystem der Insel klimaneutral gestaltet werden soll. Neben verschiedenen Carsharing-Diensten, die das bisher dürftige Busnetz aus nur zwei Linien ersetzen werden, sowie der Umstellung des behördlichen Fuhrparks auf elektrisch betriebene Fahrzeuge soll ein umfassendes Ladenetz installiert werden. Der gesamte Energiebedarf soll regenerativ erzeugt werden.
Auf der Insel gibt es derzeit rund 500 Pkw und Nutzfahrzeuge sowie 1000 Zweiräder, die in den nächsten beiden Jahren möglichst vollständig durch 1000 Elektrofahrzeuge von VW ersetzt werden sollen. Der Strombedarf der Insel wird durch die Umstellung auf Elektrofahrzeuge um etwa 15 Prozent wachsen; dieser Mehrbedarf soll ausschließlich durch Solar- und Windkraft gedeckt werden. VW wird die Elektrofahrzeuge für das Projekt zum Selbstkostenpreis liefern. Deren Kauf soll darüber hinaus staatlich subventioniert werden. Geplant ist, dass der griechische Staat die Anschaffung eines E-Autos mit einem Zuschuss von 12.000 Euro pro Fahrzeug fördert. Die Kosten für Griechenland werden mit 8 bis 10 Mio. Euro angegeben.